# Zhongjianornis
Zhongjianornis is een basaal geslacht van uitgestorven vogels uit het Vroeg-Krijt van het huidige China. De enige benoemde soort is Zhongjianornis yangi.

## Vondst en naamgeving
De typesoort Zhongjianornis yangi is in 2009 benoemd en beschreven door Zhou Zhonghe. De geslachtsnaam en soortaanduiding eren samen de grote Chinese paleontoloog wijlen Yang Zhongjian door zijn naam te verbinden met het Klassiek Griekse ornis, 'vogel'.
Het holotype, IVPP V15900, bestaat uit een vrijwel volledig skelet van een volwassen dier uit de Jiufotangformatie (Jeholgroep) bij Liaoning (120 miljoen jaar oud) waarvan alleen het grootste deel van het uiteinde van de staart ontbreekt, waarvan de krachtige basis echter een aanzienlijke lengte suggereert. 

## Beschrijving
Zhongjianornis had ongeveer de grootte van een duif. Het gewicht is geschat op 570 gram.
Het dier bezit volgens de beschrijvers de volgende mogelijke autapomorfieën, unieke eigenschappen die de status als apart taxon bewijzen: de schedel is van voren zeer puntig en langgerekt zodat een spitse snavel ontstaat. De oogkassen zijn groot. De kaken zijn tandeloos. De vleugels zijn krachtig gebouwd met zware opperarmbeenderen die voorzien zijn van een grote aanhechtingskam voor de musculus deltoides die de armen heft. Het eerste kootje van de vingers is korter dan het tweede; de handklauwen zijn van gelijke lengte en korter dan de uiterste vingerkootjes waarop ze zich bevinden. De eerste handklauw is relatief klein en zwak gekromd. De achterbenen zijn lang en het onderbeen veel langer dan het dijbeen, en tweemaal zo lang als de voet. Het vierde middenvoetsbeen is langer dan de overige.
Andere onderzoekers hebben aanvullende unieke kenmerken gesuggereerd. De praemaxilla is als geheel vergroot. Het bovenkaaksbeen mist een opgaande tak. De onderkaak heeft een golvend bovenprofiel in die zin dat vooraan het dentarium aan de bovenkant bol en achteraan het surangulare bovenaan hol. De staartwervels zijn procoel, hol van voren. De gewrichtsuitsteeksels van de staartwervels raken elkaar niet. Het opperarmbeen is aan de bovenkant en onderkant niet gewrongen. De crista bicipitalis van het opperarmbeen is matig ontwikkeld. De onderzijde van het opperarmbeen is onderaan sterk van voor naar achter afgeplat. De bovenste gewrichtskom van de ellepijp is niet bol. De bovenste knobbel van de ellepijp is halvemaanvormig. Het bovenste gewrichtsvlak van de bovenste knobbel van de ellepijp strekt zich naar boven uit over een lengte gelijk aan zijn breedte. De eerste vinger is zodanig gereduceerd dat hij zich slechts uitstrekt tot het einde van het tweede middenhandsbeen. Het derde middenhandsbeen reikt verder dan het tweede. Het achterblad van het darmbeen is niet half zo hoog als het voorblad. Bij het dijbeen strekt een richel zich naar boven uit van de buitenste onderste gewrichtsknobbel af. Het tweede middenvoetsbeen heeft een scharniergewricht. Het gewrichtsvlak van het tweede middenvoetsbeen aan de zijde van de teen is veel breder dan de trochleae van het derde en vierde middenvoetsbeen. Het vierde middenvoetsbeen is gereduceerd in breedte. Het vijfde middenvoetsbeen ontbreekt.
Verder zijn er opvallende, zij het niet unieke, kenmerken. Het opperarmbeen heeft een hoge deltopectorale kam, met een lengte gelijk aan 270% van de schachtbreedte. Problematisch hierbij is dat de kamlengte sterk varieert tussen de linkerhumerus en rechterhumerus terwijl omnivoropterygidae en Confuciusornithidae ook lange kammen hebben. Een kleine tweede handklauw bezitten ook Dalianraptor, Yandangornis en de Confuciusornithidae.

## Fylogenie
De beschrijvers hebben een kladistische analyse uitgevoerd met als uitkomst dat Zhongjianornis een zeer basale vogel is, dieper in de stamboom gelegen dan Confuciusornis en dus dan de Enantiornithes of de Ornithurae. Het is de meest basale vogel die helemaal geen tanden heeft wat volgens de beschrijvers suggereert dat deze eigenschap verschillende keren  in de vogelevolutie onafhankelijk tot ontwikkeling is gekomen, vermoedelijk als een aanpassing om gewicht te besparen. Dat Zhongjianornis net als vele andere basale vogels als Jeholornis, Sapeornis en Confuciusornis de vergrote kam op het opperarmbeen bezit in plaats van een verlengd borstbeen met kiel, zoals meer afgeleide vogels, wijst op een alternatieve methode de armen te heffen. De beschrijvers twijfelen er echter aan of dit voldoende was om van de grond op te stijgen of dat het dier hiervoor eerst in een boom moest klimmen met behulp van de krachtige armen.

## Levenswijze
Zhongjianornis moet in ieder geval in horizontale vlucht een goede vlieger geweest zijn. De beschrijvers veronderstellen dat het een levenswijze had als viseter die laag over zoetwatermeren scherend vissen uit het water plukte met zijn lange snavel.